# La storia di Edith Cavell
La storia di Edith Cavell (Nurse Edith Cavell) è un film statunitense del 1939 diretto da Herbert Wilcox.